# Махмуд Самі аль-Баруді
Махмуд Самі аль-Баруді (араб. محمود سامي البارودي; 1839–1904) — єгипетський політик і поет, прем'єр-міністр Єгипту у першій половині 1882 року.